# Jean-Antoine de Castellane Saint-Maurice
Jean-Antoine de Castellane Saint-Maurice (né à Saint-Paul-Trois-Châteaux le 18 mars 1732 et mort à Florence le 22 mai 1802) est un ecclésiastique qui fut le dernier évêque de Lavaur de 1770 à 1790.

## Biographie
Jean-Antoine de Castellane Saint-Maurice ou Saint-Mauris est issu d'une noble et ancienne famille provençale qui donne plusieurs évêques à la région. Il est le fils d'Esprit-Jean de Castellane et de Catherine Mellet de Tribon. Son père s'établit à Saint-Paul-Trois-Châteaux en 1716 à la suite de son mariage.
Abbé Commendataire de l'abbaye de Boulancourt dans le diocèse de Troyes puis vicaire général de l'évêque de Chartres en 1761, il est désigné comme évêque de Lavaur en 1770 ; confirmé le 17 juin 1771, il est consacré le 7 juillet suivant. En 1774, il obtient des États du Languedoc une subvention de 1 000 livres pour le collège de Sorèze. Il fait édifier un pont sur l'Agout entre 1773 et 1786 soit un budget considérable de 340 000 livres. Pendant la Révolution française son évêché est supprimé après la promulgation de la Constitution civile du clergé et il émigre d'abord en Espagne à Montserrat puis en Italie à Florence. À la suite de la signature du Concordat de 1801, il accepte de se démettre et adresse une lettre en ce sens au pape le 7 novembre. Il meurt à Florence le 22 mai 1802 et il est inhumé dans l'église San Felice de la ville.